# Whistle Down the Wind (musical uit 1996)
Whistle Down the Wind is een musical uit 1996 van Andrew Lloyd Webber, die niet alleen de muziek componeerde, maar ook het libretto bewerkte samen met Patricia Knop en Gale Edwards. De musical is gebaseerd op de gelijknamige film. De liedteksten zijn geschreven door Jim Steinman.
De musical vertelt het verhaal van Swallow en haar broertje Poor Baby en zusje Brat die in de schuur een mysterieuze man vinden. Als ze de man vragen wie hij is, krijgt hij nog net Jesus Christ (Jezus Christus) uit zijn mond, waardoor ze denken met Jezus te maken te hebben. Ze zweren zijn identiteit geheim te houden, niet wetende dat hij een ontsnapte moordenaar is. Als op een gegeven moment bekend wordt dat de gezochte moordenaar bij Swallow in de schuur is, gaan de sheriff en een deel van de lokale bevolking naar het huis van Swallow om haar, Poor Baby en Brat te redden van de moordenaar. Swallow wil niet geloven dat de mysterieuze man Jezus niet is en wil hem koste wat kost beschermen. Als Swallow zich wil laten gijzelen door de man, duwt hij haar naar buiten steekt de schuur in de brand. Als Swallow even later de schuur naar binnen gaat is de man weg. Swallow verwacht dat hij wel weer terugkomt.